# Alberto Baldan Bembo
Alberto Baldan Bembo, noto anche coi nomi d'arte Bedan,  Blue Marvin, Shorty Baldan (Milano, 5 giugno 1938 – Milano, 5 novembre 2017), è stato un polistrumentista, arrangiatore e compositore italiano, fratello di Dario Baldan Bembo.

## Biografia
Nato a Milano, era di origini venete; il padre si chiamava Sebastiano e la madre, una maestra di pianoforte, Domenica.
Vibrafonista, organista e pianista, dal 1959 fece parte della formazione I Menestrelli del Jazz e nel 1963 fu nel complesso di Bruno De Filippi. Apprezzato turnista e arrangiatore, per diversi anni fu anche pianista e organista della formazione che accompagnava Mina durante i concerti, fino alla registrazione dal vivo di alcuni brani contenuti nell'album Del mio meglio (1971).
Condusse l'orchestra nelle edizioni 1970 e 1972 del Festival di Sanremo.
Arrangiò il brano del 1985 E tutti i gatti miao, interpretato nello stesso anno dall'attore e cantante Lino Toffolo.

## Filmografia

### Colonne sonore
- Basta con la guerra...facciamo l'amore, regia di Andrea Bianchi (1974)
- Nuda per Satana, regia di Luigi Batzella (1974)
- La cameriera, regia di Roberto Bianchi Montero (1974)
- Codice d’amore orientale, regia di Piero Vivarelli (1974)
- Il torcinaso, regia di Giancarlo Romitelli (1975)
- Scusi Eminenza... posso sposarmi?, regia di Salvatore Bugnatelli (1975)
- L'amica di mia madre, regia di Mauro Ivaldi (1975)
- La commessa, regia di Riccardo Garrone (1975)
- Fermi tutti, è una rapina!, regia di Enzo Battaglia (1975)
- La tigre venuta dal fiume Kwai, regia di Franco Lattanzi (1975)
- Ecco lingua d'argento, regia di Mauro Ivaldi (1976)
- La cameriera nera, regia di Mario Bianchi (1976)
- Il pomicione, regia di Roberto Bianchi Montero (1976)
- Gola profonda nera, regia di Mario Bianchi (1977)
- L'ultima orgia del III Reich, regia di Cesare Canevari (1977)
- No alla violenza, regia di Tano Cimarosa (1977)
- Grazie tante - Arrivederci, regia di Mauro Ivaldi (1977)
- Allarme nucleare, regia di Cesare Canevari (1978)
- Il padrone del mondo, regia di Alberto Cavallone (1983)

## Discografia parziale

### Discografia solista

#### Album
- 1964 - Alberto Baldan
- 1969 - Io e Mara
- 1975 - L'amica di mia madre
- 1976 - Lingua d'argento
- 1977 - Dindi Bembo Orchestra con Angelo Arienti
- 1978 - Scrashhh!!
- 1985 - Pane e samba
- 1991 - Sole caldo - Doccia fredda (ovvero Musica soft all'house music)
- 1992 - On the Air con Franco Zauli
- 1996 - Sweet Napoli
- 1996 - The Smart Set
- 1998 - Le più belle canzoni d'amore degli anni 40 e 50

#### Partecipazioni
Con Lucio Battisti
- 1969 - Acqua azzurra, acqua chiara/Dieci ragazze

Con Mina
- 1971 - Del mio meglio
- 1968 - Mina alla Bussola dal vivo
- 1975 - L'importante è finire

Con Astor Piazzolla e Gerry Mulligan
- 1974 - Summit-Reunion Cumbre

Con Pino Presti
- 1976 - 1st Round

### Discografia come Blue Marvin/Blue Marvin Orchestra

#### Album
- 1973 -  Blue Marvin with ARP 2600 Synthesizer
- 1974 - Codice d'amore orientale (Colonna sonora originale del film)

### Discografia con Bob Callaghan & Co.
- 1972 - Il Gabbiano Infelice - Here Is The Moog